# Kimmerikon

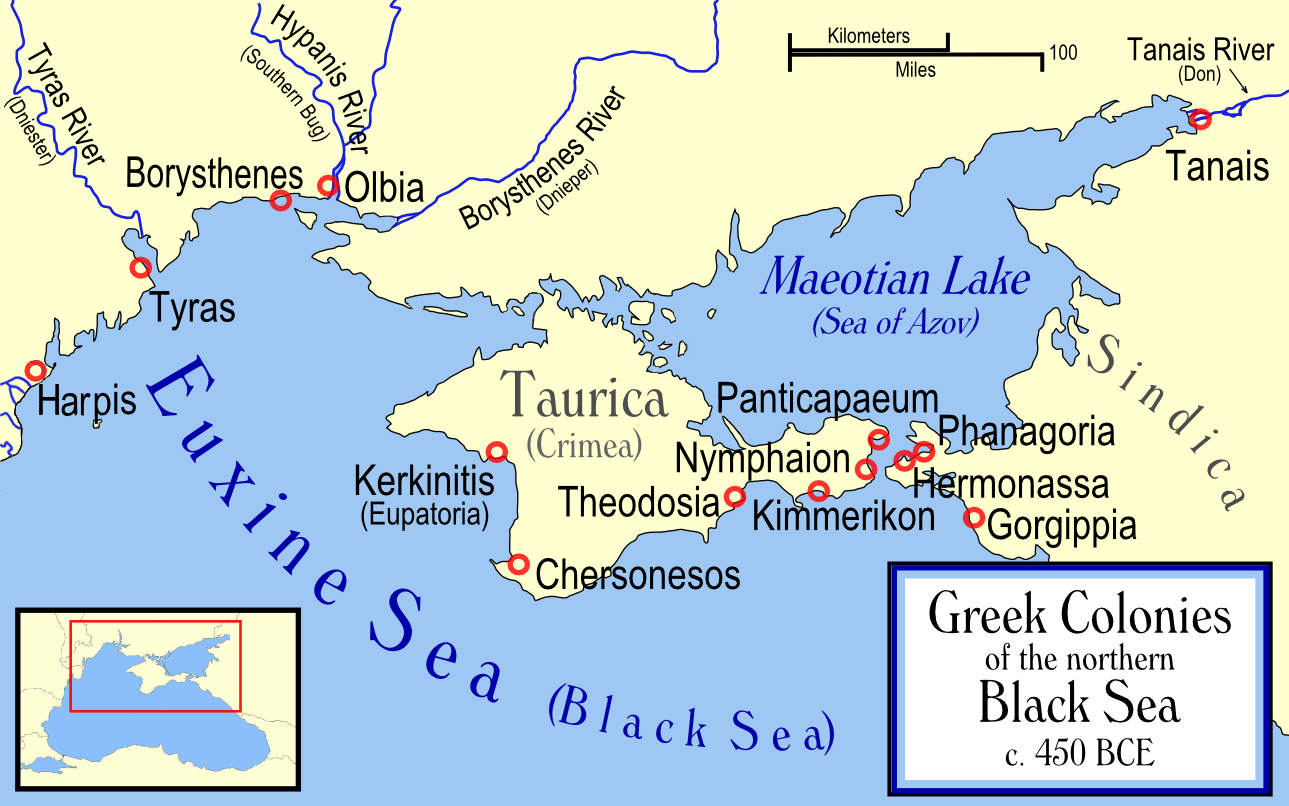
Kimmerikon i inne kolonie greckie na wybrzeżu Morza Czarnego

Kimmerikon (gr. Κιμμερικόν, łac. Cimmericum, Chimerium; ros. Киммерик), także Psoa (Ψόα) – starożytne miasto greckie w południowo-wschodniej części Krymu. 
Założone w VI wieku p.n.e. przez osadników z Miletu. Nazwa pochodzi od Kimerów zamieszkujących wcześniej te ziemie. Ruiny miasta znajdują się na cyplu Jelczyn-Kale pomiędzy brzegiem Morza Czarnego a jeziorem Elken (dawnym zalewem morskim), 50 km na południe od współczesnego Kerczu.

## Historia
Odkryte ślady pierwotnego osadnictwa w tym miejscu datowane są na II tysiąclecie p.n.e. W epoce brązu istniały tam osady, których pozostałości odkryto w dolnej warstwie grodziska podczas wykopalisk w latach czterdziestych i pięćdziesiątych XX wieku prowadzonych przez ekspedycję Kerczeńskiego Muzeum Historyczno-Archeologicznego.
Nowsze badania z końca lat 90. XX w. stwierdzają na podstawie znalezisk ceramiki ślady osadnictwa Greków z połowy VI w. p.n.e. Wczesne obwarowania miasta położonego na nadbrzeżnych terasach, obejmujące obszar 2 km², pochodzą z końca V/początku IV w. p.n.e. Od początku V stulecia miasto wchodziło w skład Królestwa Bosporańskiego, pozostając w zależności od silniejszego Pantikapajonu. Szczątki miejscowej architektury pochodzą z okresu hellenistycznego i rzymskiego.
Od IV wieku p.n.e. wzrosła rola miasta jako grodu chroniącego Królestwo Bosporańskie przed najeźdźcami z zachodu (głównie Scytami), dlatego rozbudowano system fortyfikacji miejskich, swą rozległością wyróżniający Kimmerikon spośród innych starożytnych miast krymskich.
Centralnym punktem topograficznym była góra Opuk, główne miasto położone było od zachodu. Pierwsze umocnienia pochodzą z IV wieku p.n.e., główne fortyfikacje powstały jednak w I w. p.n.e.; grubość murów fortecznych sięgała 2,5–3,5 m, a umocnienia obejmowały obszar o powierzchni 3 km². Rozbudowano wówczas linię fortyfikacji kamiennych chroniących dodatkowo port od strony północnej, a w części wschodniej, na górze Opuk, wzniesiono cytadelę połączoną z fortyfikacjami miejskimi.
Szczyt swego rozwoju Kimmerikon osiągnęło w I-II wieku n.e., gdy mury obronne ponownie rozbudowano, a budynki miejskie wznoszono z kamienia. Początek upadku miasta wiąże się z jego zdobyciem i zniszczeniem przez Gotów pod koniec III wieku n.e. W IV i V wieku wprawdzie nadal ono istniało, lecz jako mniejsze, zajmujące tylko część dawnego terytorium; opustoszało w drugiej połowie I tysiąclecia.
W źródłach antycznych wspomniane jest przez Strabona (Geografia VII 4,5; XI 2,4-5), choć jego informacje co do usytuowania miasta i jego statusu (polis lub polichnion) są bałamutne.

## Wykopaliska
Pierwsze badania archeologiczne rozpoczęto w pierwszej połowie XIX wieku, a systematyczne prace zapoczątkowano w okresie międzywojennym i prowadzono w latach: 1927, 1947–1949, 1950–1951. W trakcie wykopalisk odsłonięto masywne fortyfikacje miejskie, domy mieszkalne z I-III w., magazyny (jamy) zbożowe, cysterny dla wody, a wewnątrz domostw liczne przykłady ceramiki i narzędzia, potwierdzające, że mieszkańcy miasta zajmowali się uprawą roli, rybołówstwem, rzemiosłem i handlem. W najniższej warstwie grodziska, z epoki brązu, znaleziono skorupy naczyń glinianych z charakterystycznym ornamentem, krzemienne groty strzał oraz ostrza do sierpów, fragmenty kamiennych toporów i kości zwierząt domowych.
Archeologiczne badania przeszłości Kimmerikonu prowadzili wówczas I.T. Kruglikowa, A.L. Mongajt, a w latach 80-90. XX wieku: O.N. Usaczowa i G.A. Koszelenko, J.W. Gorłow i J.A. Łopanow, G.R. Czechładze, A.A. Zawojkin.